# Adams/Wabash (métro de Chicago)
Adams/Wabash est une station du métro de Chicago sur le côté est du Loop et située au-dessus du croisement de Wabash Avenue et de Adams Street.
C’est la deuxième station la plus fréquentée du Loop avec 2.578.327 passagers annuels en 2008 derrière Clark/Lake .
La station se trouve à proximité de Grant Park, du Congress Plaza Hotel, du Fine Arts Building, de la Buckingham Fountain et de l'Art Institute of Chicago.
Une correspondance est possible avec le réseau Metra à la Van Buren Street Station.

## Historique

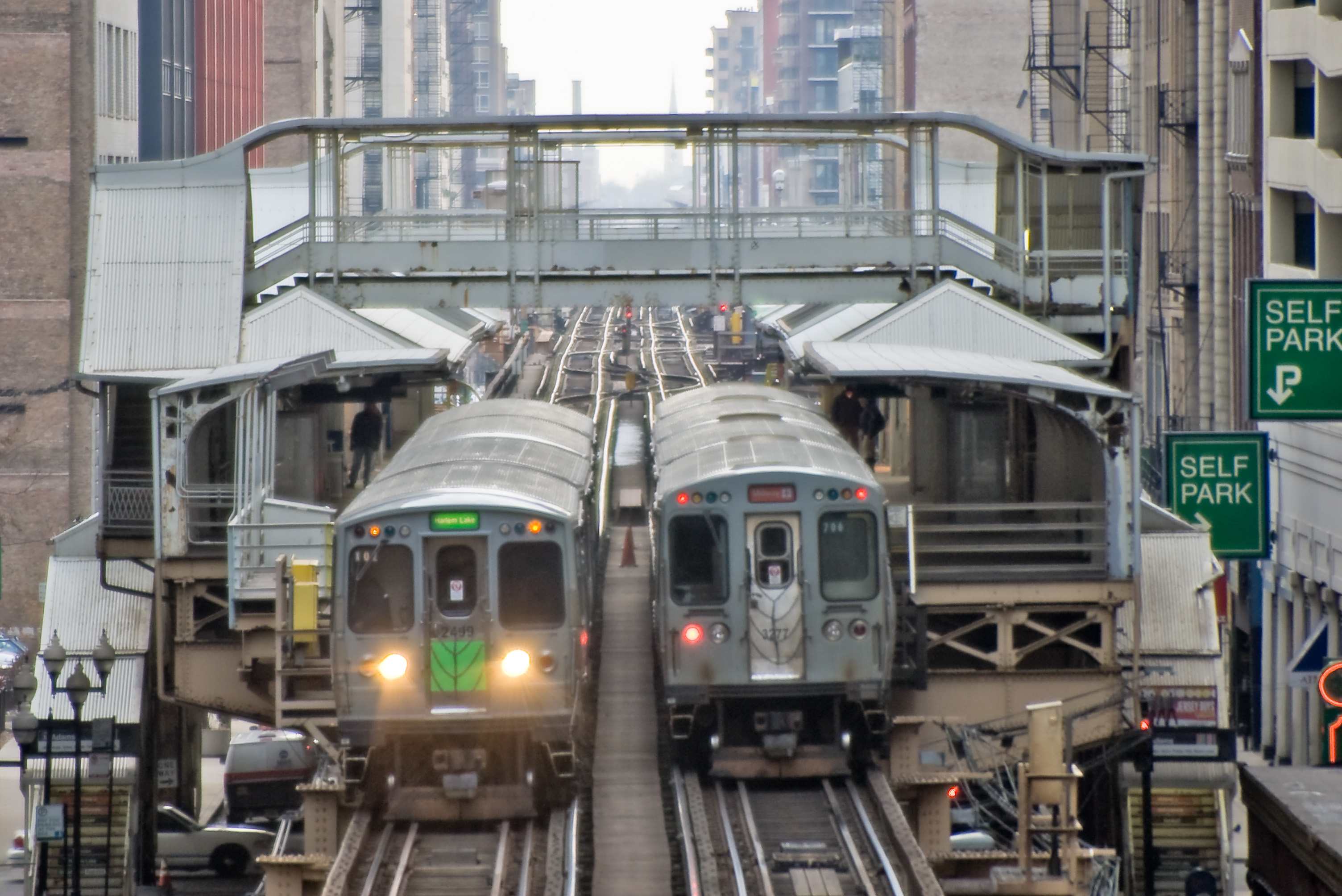
Rames en station.

La station a été ouverte le 8 novembre 1896 par la Lake Street Elevated avant d’être intégrée dans l’Union Loop de Charles Yerkes, en octobre 1897.
La station avait à l'origine des salles de guichets séparées, une pour chaque quai. La structure de la station est en tôles peintes similaires aux stations Madison/Wabash ou Quincy avec des pilastres corinthiens et des encadrements de fenêtre de style baroque.
Les quais étaient séparés car ils permettaient de différencier les compagnies qui rentraient ou sortaient du Loop à la station Adams/Wabash. Les passagers souhaitant emprunter une correspondance devaient donc sortir de la station et repayer un billet en y rentrant de l'autre côté. Les transferts ont été simplifiés en 1913 et les passagers purent dès lors accéder d'un quai à l'autre avec le même titre de transport.
En 1940 lors de la première rénovation de la station, une passerelle fut construite au-dessus des voies avant qu'une nouvelle mezzanine ne soit construite en 1967 sous les voies afin de permettre d'utiliser une salle des guichets centralisée pour les 2 quais et de réutiliser l'espace laissé libre par les anciennes salles pour agrandir la capacité des pontons. Vu la forte fréquentation de la station, les deux chemins (en dessous et au-dessus des voies) ont toujours cohabité.
En 1987, la mezzanine et les quais eurent droit à une nouvelle cure de jouvence. Des escaliers de sorties et des cabines de contrôle ont été installées à chacune des extrémités des quais. La toiture de la station fut également remplacée et allongée sur les quais. Ces travaux durèrent 2 ans.

## Desserte
Cinq lignes desservent la station : la ligne brune dans le sens inverse des aiguilles d’une montre sur la voie extérieure du Loop et par les lignes mauve (en heure de pointe), orange, rose dans le sens horaire sur la voie intérieure du Loop et la ligne verte circulant dans les deux sens.

| Nord/Ouest                                    |  |                                    |  | Sud/Est                                                    |
| --------------------------------------------- |  | ---------------------------------- |  | ---------------------------------------------------------- |
| Washington/Wabash vers Kimball via Clark/Lake |  | ligne brune                        |  | Harold Washington Library-State/Van Buren                  |
| Washington/Wabash vers Harlem/Lake            |  | ligne verte                        |  | Roosevelt vers Cottage Grove / Ashland/63rd                |
| Washington/Wabash                             |  | ligne orange                       |  | Roosevelt vers Midway                                      |
| Washington/Wabash                             |  | ligne rose                         |  | Harold Washington Library-State/Van Buren vers 54th/Cermak |
| Washington/Wabash                             |  | ligne mauve (heures de pointe) (d) |  | Harold Washington Library-State/Van Buren vers Linden      |
| modifier sur Wikidata                         |  |                                    |  |                                                            |

## Correspondances
Avec les bus de la Chicago Transit Authority :
- #1 Indiana/Hyde Park
- #7 Harrison
- #X28 Stony Island Express
- #126 Jackson
- #151 Sheridan (Owl Service)

## Galerie

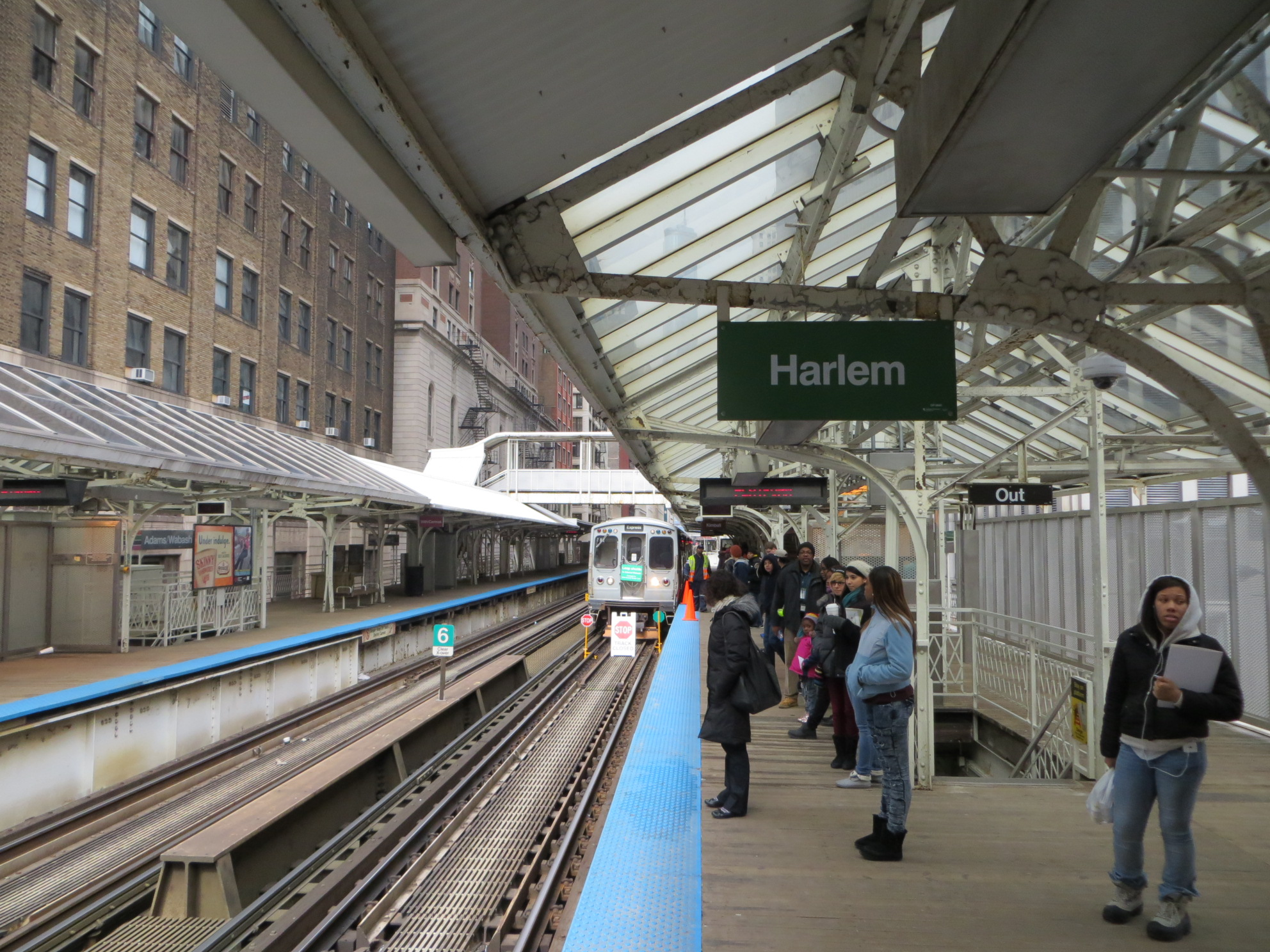
Personnes en attente sur le quai
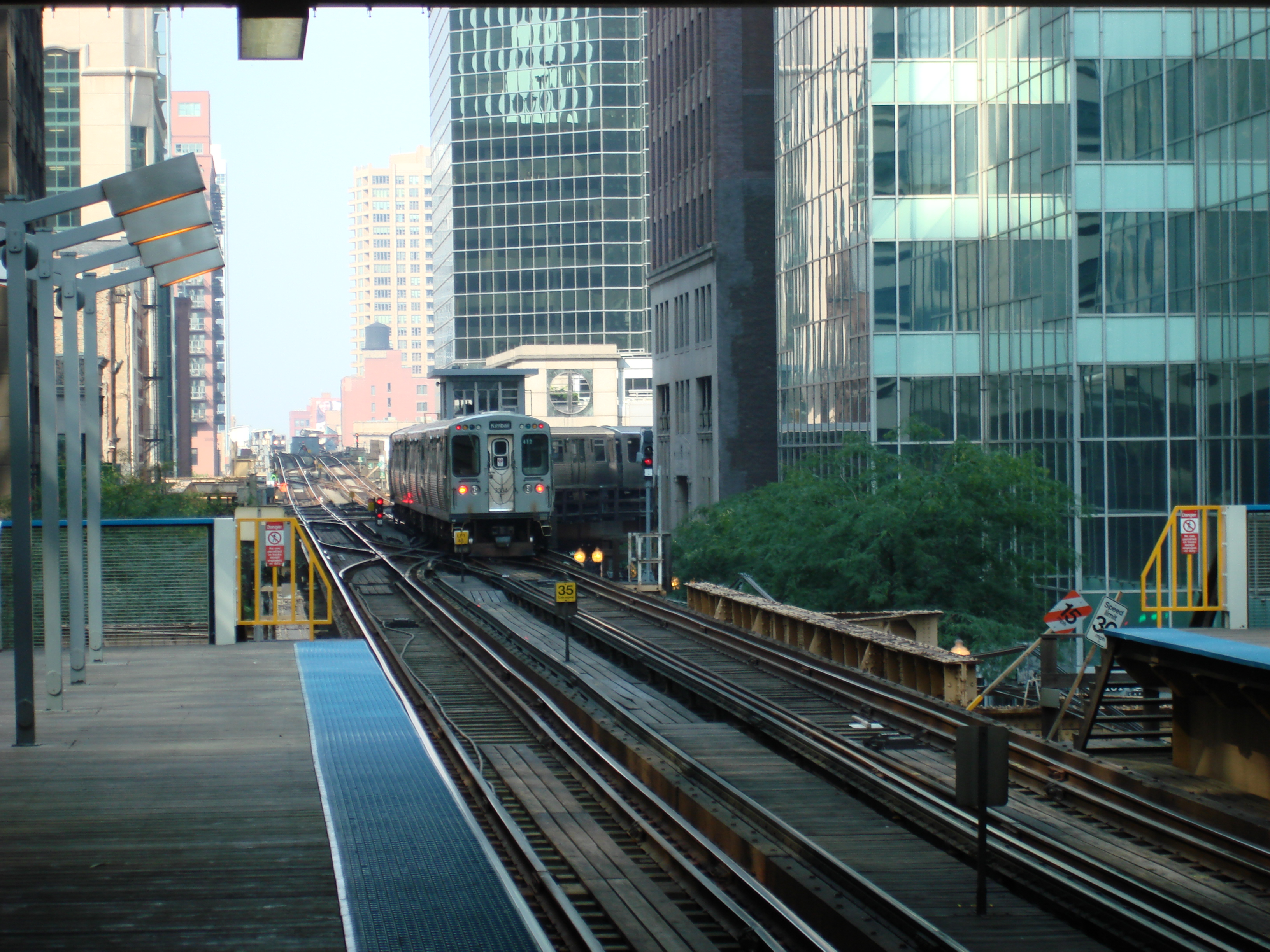
Vue de la station vers la sortie sud-est du Loop
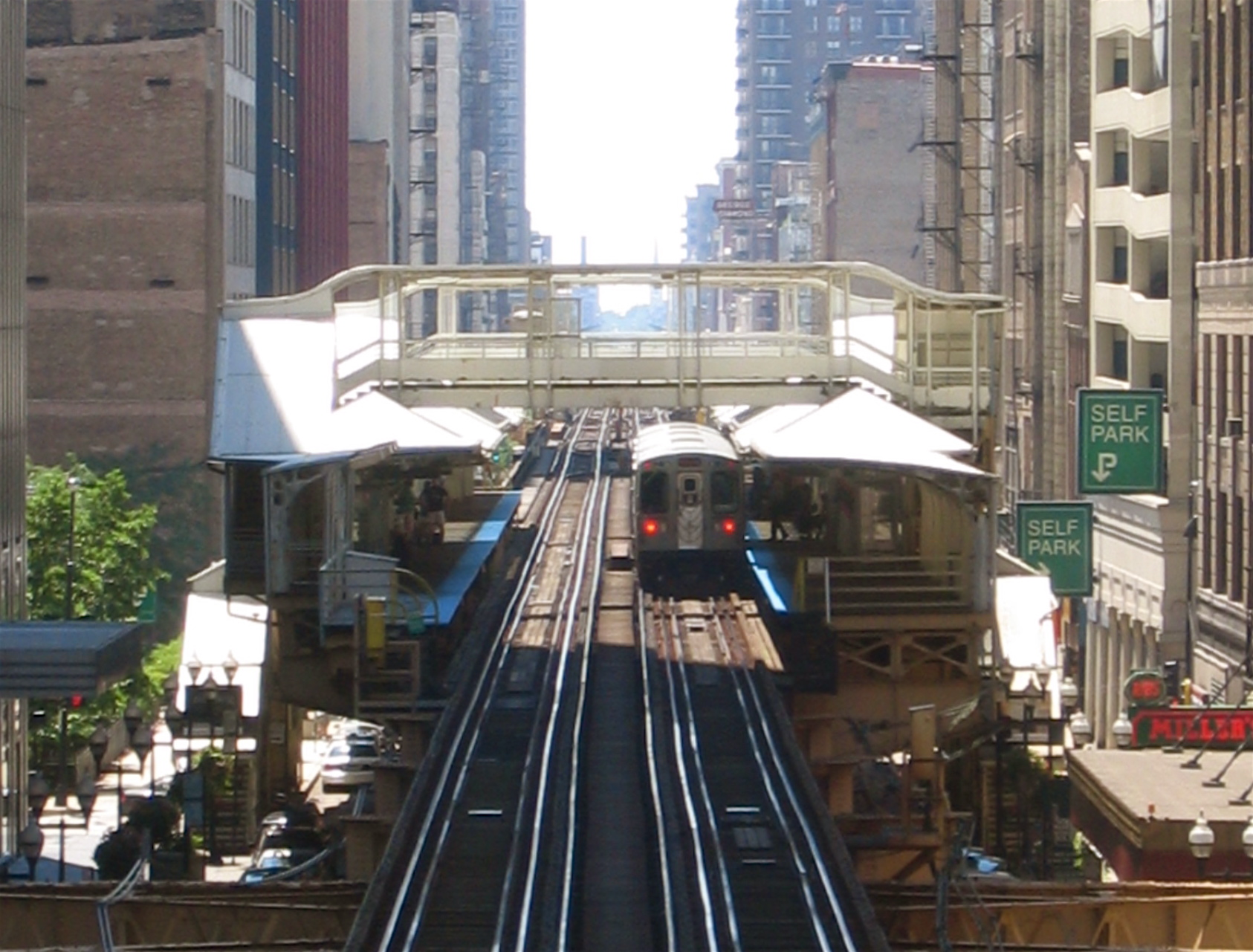
Vue sur Adams/Wabash
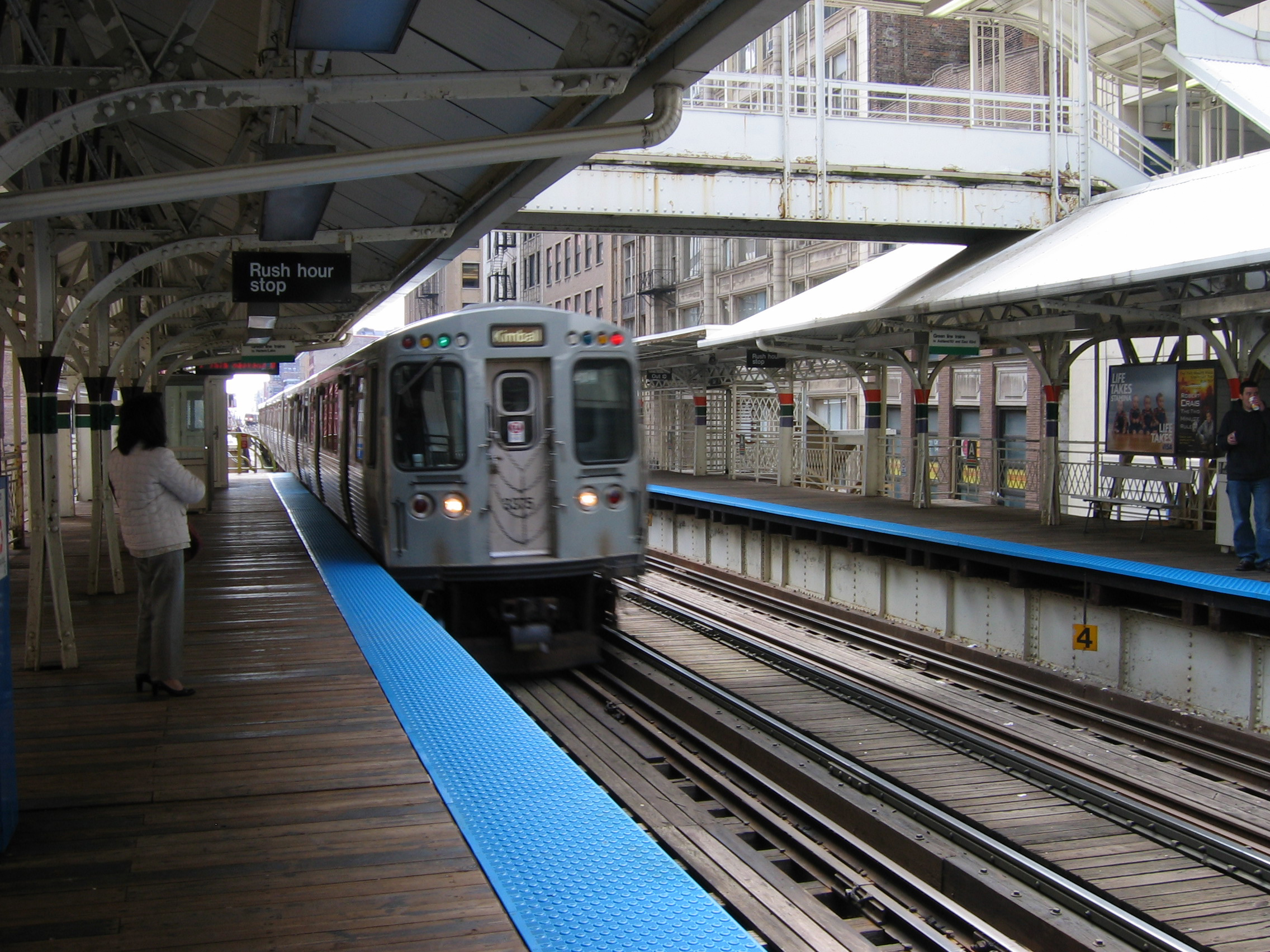
Rame de la ligne brune en approche
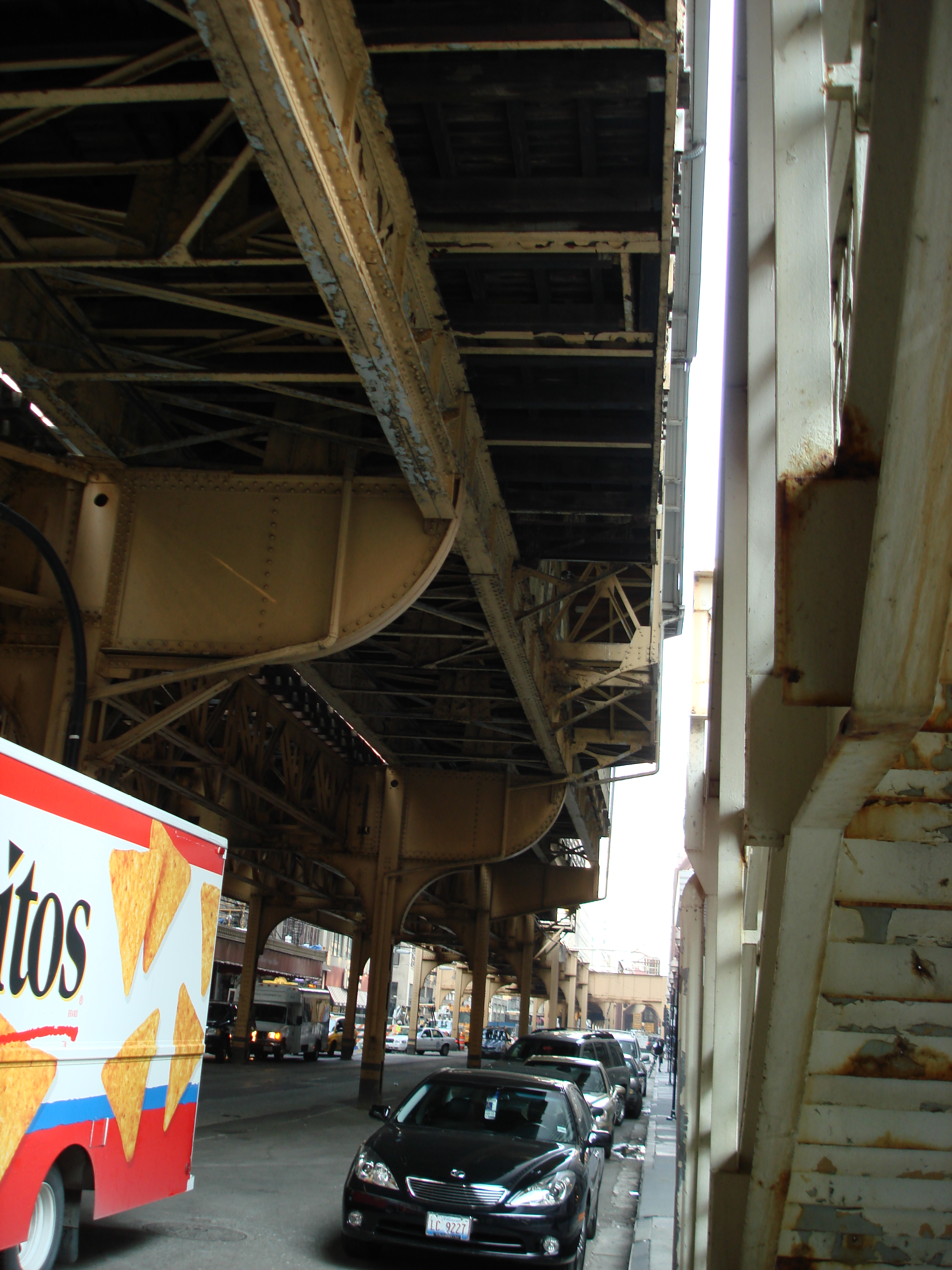
Vue sous Adams/Wabash